# Motte Orenhofen
Die Motte Orenhofen ist eine abgegangene frühmittelalterliche Turmhügelburg (Motte) direkt an der Landesstraße 2 am östlichen Ortsrand von Orenhofen im Eifelkreis Bitburg-Prüm in Rheinland-Pfalz.

## Lage und Bezeichnung
Die Gemarkung wird im Kataster als auch im Dialekt als Burgknopp bezeichnet. Fälschlicherweise geht der Volksmund bis heute davon aus, dass es sich um einen Grabhügel – genauer um ein Römergrab – und nicht um eine Befestigungsanlage handelt. Der ursprüngliche Turmhügel hatte eine Höhe von etwa acht Metern bei einem Durchmesser von 15 Metern bis 20 Metern. Die künstlich aufgeschüttete Erhebung, die ursprünglich von einem Graben umgeben war, ist das einzige sichtbare übriggebliebene Merkmal der Anlage. Grabungen fanden 1860, 1912 und 1926 statt. Dabei wurden Keramiken (u. a. Reste eines Kugelbauchtopfs) und Werkzeuge gefunden. Von der hölzernen Palisade, dem Turm und den Wirtschaftsgebäuden fanden sich keine Überreste mehr. Die Motte hatte vermutlich die Aufgabe, den Schutz der in unmittelbarer Nähe auf der heutigen Gemarkung Schönfeld liegenden Eisenerzgruben sicherzustellen. Im Mittelalter fanden sich hier auch Schmelzen. Der Erzabbau wurde erst Mitte des 19. Jahrhunderts dort endgültig eingestellt.